# Ignacy Jeż

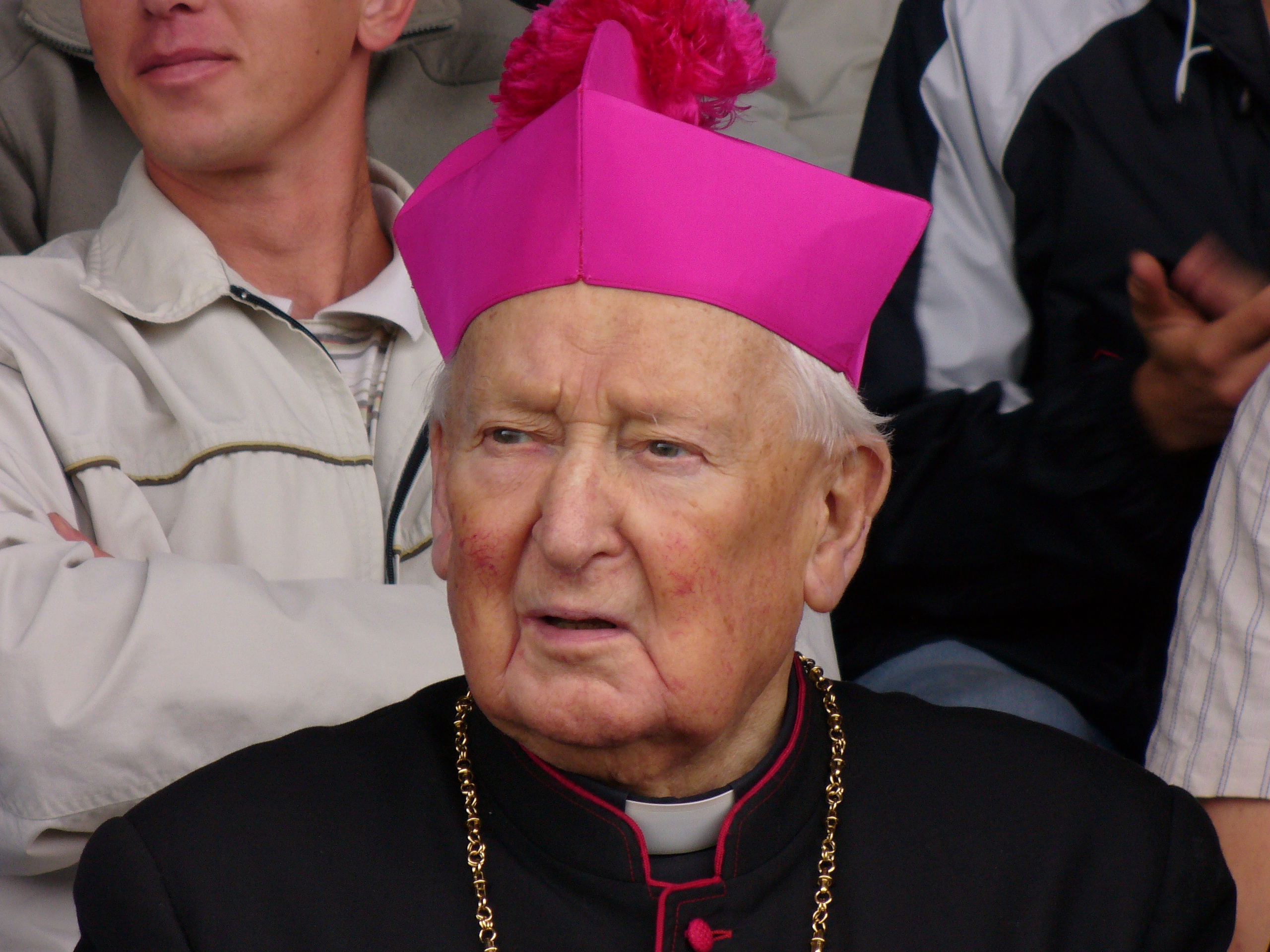
Bischof Ignacy Jeż (2007)

Ignacy Ludwik Jeż (* 31. Juli 1914 in Radomyśl Wielki; † 16. Oktober 2007 in Rom) war Bischof von Koszalin (Köslin) und Kołobrzeg (Kolberg) von 1972 bis 1992.

## Leben
Geboren, am Vorabend des Ausbruchs des Ersten Weltkriegs, als Sohn des Johannes Vogt und der Hedwig geb. Liszkowskas, erhielt er bei der Taufe den Namen, des Tagesheiligen seines Geburtstags, Ignatius von Loyola, dem Gründer des Jesuitenordens. Er besuchte die Volksschule in Ostrów Wielkopolski und in Kattowitz das Gymnasium und machte dort im Mai 1932 das Abitur. Er entschloss sich Theologie zu studieren, zunächst in Krakau und dann an der Theologischen Fakultät der Universität Warschau. Er beendete sein Studium 1937 mit dem Magister-Abschluss in Theologie. Am 20. Juni 1937 wurde er durch Bischof, Stanisław Adamski von Kattowitz zum Priester geweiht.

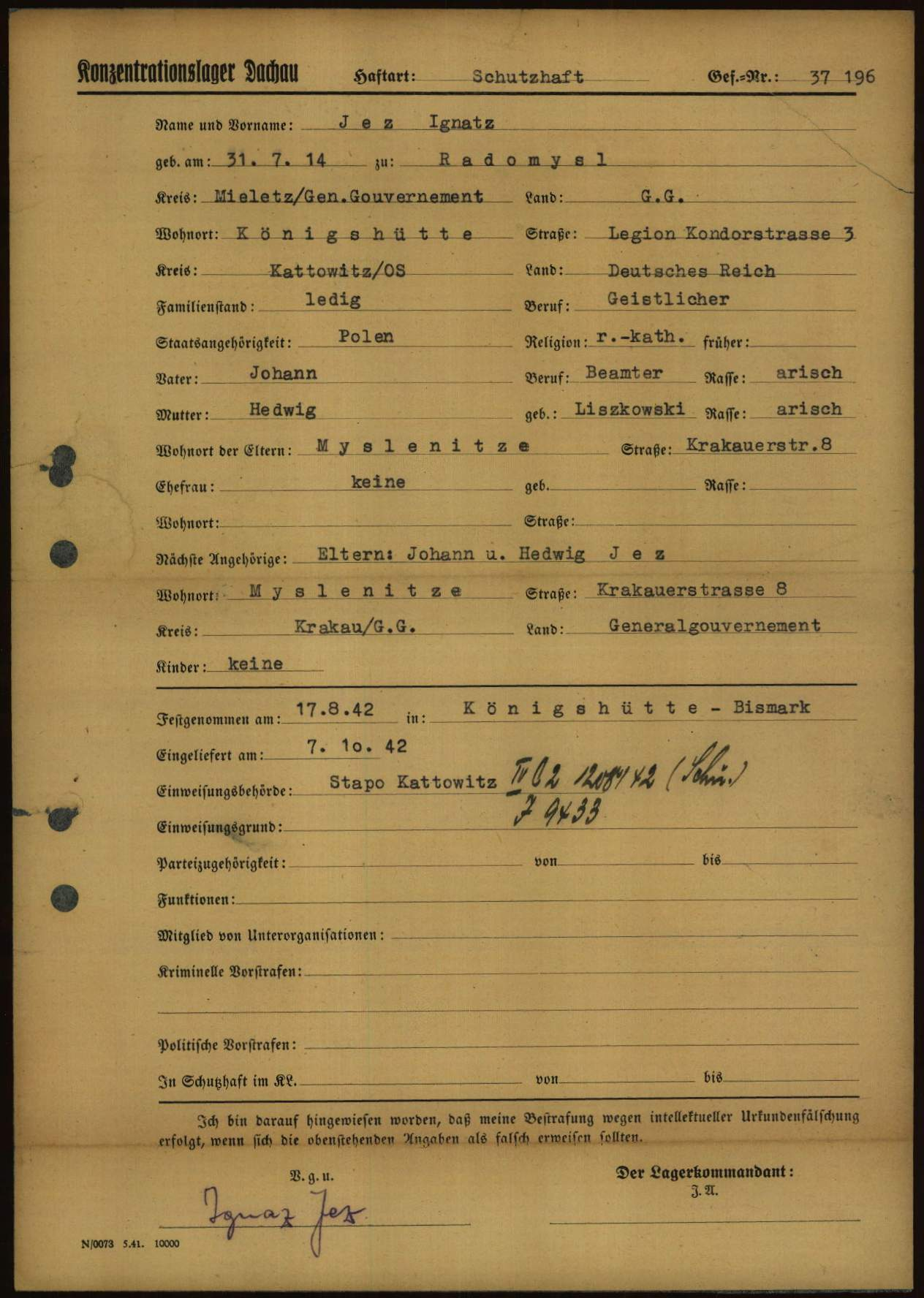
Anmeldeformular von Ignacy Jeż als Gefangener im nationalsozialistischen Konzentrationslager Dachau

An seiner ersten Pfarrstelle in Wielkie Hajduki lernte er den Priester Jozef Czempiel, einen großen Prediger und Glaubenszeugen (* 21. September 1883; † 19. Mai 1942 im KZ Dachau) kennen. Er wurde am 13. Juni 1999 von Papst Johannes Paul II. zusammen mit 107 Märtyrern der NS-Verfolgung, seliggesprochen. Auf dem Rückweg von einem Urlaub in den Tiroler Bergen machte Ignacy Jeż Station in Dachau ohne zu wissen, dass sein priesterlicher Freund vor wenigen Tagen hier den Märtyrertod fand. Als er zu Hause angekommen davon Kenntnis erhielt, feierte er für ihn ein Requiem. Von der Gestapo beobachtet, wurde er verhaftet, im Gefängnis in Kattowitz und Breslau verhört, und später im Konzentrationslager Dachau interniert. Mit der Häftlingsnummer – 37196 –, weißem Band und rotem Dreieck mit dem Buchstaben P, lebte er unter Mitbrüdern, bis er am 29. April 1945 von den Amerikanern befreit wurde. Nach einem Aufenthalt in der Nähe von Göppingen kehrte er in seine Heimat zurück.
Nach kurzem Aufenthalt in seiner Pfarrei wurde ihm die Katechetenausbildung übertragen. Den nationalsozialistischen Machthabern entkommen, musste er sich jetzt den Auseinandersetzungen zwischen der Kirche und dem kommunistischen Staat stellen.
Am 20. April 1960 wurde er von Papst Johannes XXIII. zum Weihbischof in Gnesen und zum Titularbischof von Alba Maritima ernannt. Die Bischofsweihe spendeten ihm am 5. Juni 1960 Stefan Kardinal Wyszynski, Erzbischof von Gnesen und Warschau. Mitkonsekratoren waren die Breslauer Weihbischöfe Wilhelm Pluta und Bolesław Kominek, später Erzbischof von Breslau und Kardinal. 1967 wurde Jeż zum Weihbischof in Breslau bestellt.
Papst Paul VI. ernannte ihn 1972 zum Bischof des Bistums Koszalin-Kołobrzeg. Am 28. Juni 1972 wurde er feierlich in seiner Kathedralkirche eingeführt und nahm sein neues Bistum in Besitz.
Am 1. Februar 1992 wurde seinem Rücktrittsgesuch im Alter von 77 Jahren von Papst Johannes Paul II. stattgegeben.

## Wirken
Ignacy Jeż war einer der Wegbereiter der deutsch-polnischen Freundschaft. Er war der erste polnische Bischof, der mit dem Würzburger Kirchenjournalisten Helmut Holzapfel, der seinerseits ein unermüdlicher Wegbereiter deutsch-polnischer Verständigung gewesen ist, einen deutschen Priester als Ehrendomherrn in das Kapitel des wieder bzw. neu gegründeten Bistums Koszalin berief.
Für sein umfangreiches Wirken wurde er mehrmals ausgezeichnet. Er war Ehrendomherr in Würzburg, erhielt den zweithöchsten polnischen Orden Polonia Restituta, das Großkreuz des „Ordens der Wiedergeburt Polens“.
2005 wurde er von Bundespräsident Horst Köhler mit dem Großen Verdienstkreuz des Verdienstordens der Bundesrepublik Deutschland ausgezeichnet.
2006 wurde er im Jakob-Kaiser-Haus des Deutschen Bundestages in Berlin mit dem Preis für Zivilcourage „für sein so mutiges Verhalten als junger Priester während der NS-Besatzung in Polen“ geehrt.
Auf Antrag der Kinder erhielt er die internationale Auszeichnung als Kavalier des Ordens des Lächelns.
Papst Benedikt XVI. hat am 17. Oktober 2007 bei der Bekanntgabe neuer Kardinäle mitgeteilt, dass er auch Jeż ernennen wollte, der am Vortag, vermutlich an den Folgen eines Herzinfarktes, verstorben war.

## Schriften
- Ignacy Jeż, Karl Hillenbrand, Marian Subocz: Licht und Dunkel, preiset den Herrn!, Echter, Würzburg 2007, ISBN 3429029406